# Могиланска могила
Могиланската могила e надгробна могила в центъра на Враца, България.
При разкопки през 1965 – 1966 г. в нея са открити 3 гробници, съградени от камъни. В едната от тях (гробница № 2), състояща се от предверие и камера, са намерени богати находки. В предверието: колесница, принесен в жертва ездитен кон, чиято амуниция е с пълен комплект сребърни украси. В камерата има погребение с богати дарове: златен венец и обеци, позлатен сребърен наколенник с изображение на Великата богиня майка, комплект магически фигурки, съдове и предмети от сребро, бронз, керамика. Някои съдове са с името на одриския владетел Котис I. Другите две гробници са ограбени още в древността и в тях са намерени единични предмети – златна и сребърна каничка и други.
Вероятно в гробниците са погребани видни членове на владетелската династия на трибалите през IV век пр.н.е.
Находките се съхраняват в Регионалния исторически музей, Враца.
- Златна каничка